# Taxonus agrorum
Taxonus agrorum är en stekelart som först beskrevs av Carl Fredrik Fallén 1808.  Taxonus agrorum ingår i släktet Taxonus, och familjen bladsteklar. Arten är reproducerande i Sverige.